# Leni Riefenstahl
Leni Riefenstahl, născută Helene Bertha Amalie Riefenstahl, (n. 22 august 1902, Berlin, Imperiul German – d. 8 septembrie 2003, Pöcking, Bavaria, Germania) a fost o fotografă, operatoare de film, regizoare de film, dansatoare și actriță germană, care s-a remarcat prin estetica proprie și tehnica de realizare a filmelor, fiind și una dintre cele mai controversate personalități feminine ale secolului al XX-lea.

## Operă
A debutat pe ecran la vârsta de 23 de ani și a devenit celebră în filmele regizate de Arnold Fanck. În 1932 și-a înființat propria casă de producție și a realizat primul ei lung-metraj, Lumină Albastră.
Leni l-a cunoscut pe Adolf Hitler și, la cererea acestuia, a filmat Congresul partidului nazist la Nürnberg. Cele mai faimoase opere ale lui Riefenstahl sunt filme documentare de propagandă pentru partidul naziștilor NSDAP, precum Victoria credinței și Triumful voinței. Când în 1936 Jocurile Olimpice de vară au fost organizate în Berlin, ea filmat Olympia și Zeii stadionului, filme reprezentative pentru cinematografia mondială, în ciuda contextului politic controversat. Astfel, deși valoarea propagandistică a filmelor sale este adesea criticată (în 1938 i s-a acordat Cupa Mussolini pentru Olympia, considerat cel mai bun film străin, în cadrul Expoziției Internaționale de Artă cinematografică de la Veneția), estetica lor este considerată de mulți realizatori și critici de film ca excepțională.
În anii următori, între 1937 și 1940, Leni a refuzat să mai accepte lucrări propagandiste și a reluat munca la un proiect mai vechi, Tiefland.
În timpul celui de-al doilea război mondial a fugit în SUA, însă aici a fost arestată de mai multe ori sub acuzația de propagandă nazistă, acuzații pe care le-a negat de fiecare dată. În 1949 a fost eliberată după trei ani de detenție. Fiind exclusă din lumea filmului după război, s-a dedicat filmelor despre viața marină. A început colaborarea cu Jean Cocteau la un film pe baza unui scenariu despre viața lui Voltaire. A călătorit în Africa, unde a realizat fotografii ale indigenilor din Sudan, Nubia și Insulele Seychelles. A introdus estetica corpurilor nude în film. Pentru că nu i s-a permis să filmeze un documentar despre traficul de sclavi, s-a dedicat în exclusivitate fotografiei, cu numeroase reportaje în Kenya, Uganda și Sudan.
În 1983 a publicat o carte autobiografică, iar în 2000 a fost publicată biografia ei în imagini Leni Riefenstahl - cinci vieți.
În anul 2002, ultimul ei film, documentarul Impresii sub apă, difuzat de canalul de televiziune ARTE cu ocazia împlinirii vârstei de 100 de ani, a fost considerat o adevărată capodoperă, însă comentariile criticilor nu au omis să pună din nou în evidență răspunderea morală a creatorului de artă.

## Controverse

### Victimă a „vânătoarei de vrăjitoare”
Prin modul evident distorsionat de interpretare al valorii operei sale estetice, și mai ales după ignorarea sa deliberată din partea a doua a secolului 20, deși a produs nenumărate opere valoroase, Leni Riefenstahl constituie un exemplu tipic de aplicare a "moralității selective" a criticii de artă post-belică (WWII) în domeniul artistic.